# Lamourouxia microphylla
Lamourouxia microphylla är en snyltrotsväxtart som beskrevs av M. Mart. och Gal.. Lamourouxia microphylla ingår i släktet Lamourouxia och familjen snyltrotsväxter. Inga underarter finns listade i Catalogue of Life.